# Deakin
Deakin az ausztrál főváros, Canberra egyik városrésze Dél-Canberra kerületben.
A városrész utcáit kormányzókról, főkormányzókról és diplomatákról nevezték el.

## Neve
Ausztrália második miniszterelnökéről, Alfred Deakinről nevezték el.

## Földrajza
A legközelebbi városrészek: Forrest,  Curtin, Yarralumla és Hughes.
A terület a Yarralumla-képződmény homokkő sziklái felett helyezkedik el, mely képződmények a szilur földtörténeti korból származnak. A területen szaruszirt, homokkő és egy réteg vulkáni tufa is található.
A Deakin-törésvonal, amely a főváros alatt húzódó törésvonalak közül a legnagyobb, nemcsak Deakin alatt húzódik, hanem átnyúlik Melba, Flynn, Charnwood, Dunlop, Belconnen, Evatt, Macquarie, Griffith, Forest, Yarralumla és Cook területére is az Ausztráliai fővárosi területen belül, majd tovább folytatja útját Új-Dél-Wales tájai alatt.

## Népesség
A 2006-os népszámlálás adatai alapján a városrészben 2606 fő élt. A városrészben a férfi-nő arány alapján minden 100 női lakosra mindössze 77 férfi lakos jut..

## Fontosabb helyek

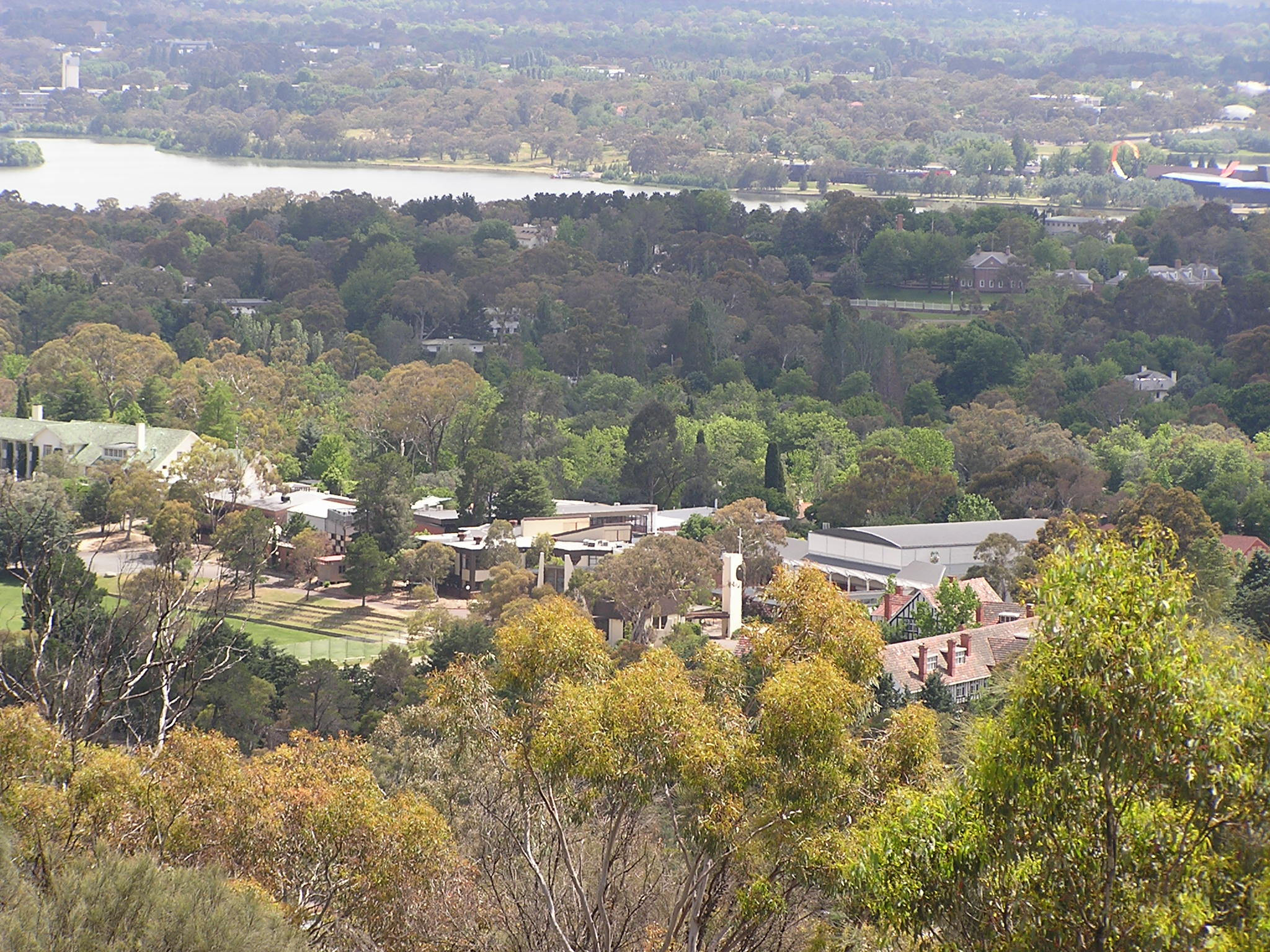
Deakin látképe a Red Hill felől

- The Lodge, az ausztrál miniszterelnök rezidenciája
- Királyi Ausztrál Pénzverde (The Royal Australian Mint)
- Nagykövetségek
- IGA szupermarket bevásárlóközpont
- Deakin Gyógyfürdő (Deakin Health Spa)
- Embassy Hotel

## Oktatási intézmények
Deakinben két oktatási intézmény található: az Alfred Deakin Középiskola (Alfred Deakin High School) és a Canberra Girl's Grammar School.

## Nagykövetségek és főkonzulátusok
- Afganisztán
- Bosznia-Hercegovina
- Botswana
- Brunei
- Ciprus
- Fidzsi-szigetek
- Magyarország – címe: 17 Beale Crescent, Deakin, ACT, 2600, Australia[4]
- Mauritius
- Olaszország
- Salamon-szigetek

## Fordítás
Ez a szócikk részben vagy egészben  a   Deakin, Australian Capital Territory című angol Wikipédia-szócikk ezen változatának fordításán alapul.  Az eredeti cikk szerkesztőit annak laptörténete sorolja fel. Ez a jelzés csupán a megfogalmazás eredetét és a szerzői jogokat jelzi, nem szolgál a cikkben szereplő információk forrásmegjelöléseként.